# Juan José Collantes
Juan José Collantes Guerrero (San Fernando, 7 gennaio 1983) è un ex calciatore spagnolo, di ruolo centrocampista.

## Carriera
Ha giocato nella seconda divisione spagnola.

## Palmarès

### Club

#### Competizioni nazionali
- Segunda División B: 1

Rayo Vallecano: 2007-2008